# Signale nach London
Signale nach London (Originaltitel: Lloyd’s of London) ist ein US-amerikanisches Filmdrama von Henry King aus dem Jahr 1936. Das Drehbuch basiert auf einer Geschichte von Curtis Kenyon.

## Handlung
Jonathan Blake ist seit seiner Kindheit mit Horatio Nelson befreundet. Während dieser Karriere bei der britischen Marine macht, wird Blake ein Angestellter der Versicherungsgesellschaft Lloyd’s of London. Eines Tages lernt er Lady Elizabeth Stacy kennen und lieben, während er sie von Calais aus über den Ärmelkanal nach England begleitet. Die attraktive Dame ist jedoch mit dem verschwenderischen Lord Everett Stacy verheiratet.
Als Nelsons Kriegsflotte 1805 gegen Napoleon Bonaparte in den Krieg zieht, aber ein einflussreicher Lord die Hälfte der Flotte als Begleitschutz für seine Handelsschiffe einfordert, bittet Nelson Blake um Unterstützung. Blake verkündet daraufhin fälschlicherweise, dass Nelson die Franzosen bei Trafalgar geschlagen habe, weshalb Nelson nicht länger die Handelsschiffe beschützen, sondern stattdessen mit all seinen Schiffen gegen die französische Flotte ziehen kann.
Als sich Blake und Lady Elizabeth wiedersehen und sich dabei näherkommen, werden sie von Lord Stacy ertappt, der nicht zögert und auf Blake schießt. Nelson wird unterdessen in einer Seeschlacht tödlich verletzt. Während Blake von Lady Elizabeth, die sich von ihrem Ehemann scheiden lässt, gesund gepflegt wird, erreicht sie die Nachricht, dass Nelson tatsächlich bei Trafalgar gesiegt hat. Als Blake vom Fenster aus den Trauerzug für Nelson sieht, gedenkt er wehmütig ihrer langjährigen Freundschaft.

## Hintergrund
Die Figur des Jonathan Blake ist fiktiv. Generell habe sich der von 20th Century Fox produzierte und mit einer Million Dollar von Lloyd’s of London versicherte Film große Freiheiten bei der Wiedergabe historischer Ereignisse genommen. Die Dreharbeiten fanden von August bis Oktober 1936 statt. Das Budget lag bei 850.000 Dollar.
Mit seiner ersten Hauptrolle, für die zunächst auch Don Ameche im Gespräch war, schaffte Tyrone Power als Jonathan Blake seinen Durchbruch in Hollywood. Er erhielt in der Folge einen Sieben-Jahres-Vertrag bei 20th Century Fox und war fortan einer der wichtigsten Stars des Studios. Die Rolle der Lady Elizabeth sollte ursprünglich Loretta Young spielen, doch verließ sie das Projekt, als sie erfuhr, dass der Regisseur Henry King Tyrone Powers Rolle auf Kosten ihrer eigenen ausbauen ließ. Sie wurde daraufhin vom Studio suspendiert und durch Madeleine Carroll ersetzt.
Der Film feierte am 25. November 1936 im Astor Theatre in New York seine Premiere und kam am 29. Januar 1937 in die US-amerikanischen Kinos. Die deutsche Erstaufführung erfolgte am 30. Juli 1937 im Berliner Capitol.

## Kritiken
Die New York Times bezeichnete Signale nach London als „ansprechendes Filmdrama voller authentischer Details des georgianischen Englands“ und lobte Tyrone Power, der als Jonathan Blake „eine weit vielschichtigere Rolle“ spiele verglichen mit seinen bisherigen Leinwandauftritten und „großartig“ sei, „was schiere Action und die Charakterzeichnung betrifft“.
Craig Butler vom All Movie Guide meinte rückblickend, dass Signale nach London „ein historisch ungenaues Filmepos“ sei, „das einfach nicht funktioniert“. Dem Drehbuch mangele es an den meisten Stellen an „Feinheit“ und den Charakteren an „Schattierungen“, die aus den „zweidimensionalen Figuren“ Menschen machen könnten, sodass am Ende „nur die sehr beeindruckende technische Umsetzung“ empfehlenswert sei. Leonard Maltin nannte den Film eine „hübsch ausgestattete fiktive Geschichte“.

## Auszeichnungen
Der Film erhielt zwei Oscar-Nominierungen in den Kategorien Bestes Szenenbild (William S. Darling) und Bester Schnitt (Barbara McLean).